# المرقب (وادي المعقاب)

تعديل مصدري - تعديل

المرقب محلة تابعة لقرية الاطراف، التابعة لعزلة وادي المعقاب بمديرية حبيش إحدى مديريات محافظة إب في الجمهورية اليمنية، بلغ تعداد سكانها 127 حسب تعداد اليمن لعام 2004.